# Вулканы ЮАР
Список действующих и потухших вулканов ЮАР.
| Название                                  | Высота | Координаты                      | Последнее извержение |
| ----------------------------------------- | ------ | ------------------------------- | -------------------- |
| Пиланесберх                               |        | 25°14′53″ ю. ш. 27°05′02″ в. д. | Протерозой           |
| Марион-Айленд (в Индийском океане)        | 1230 м | 46°54′ ю. ш. 37°45′ в. д.       | 1895                 |
| Острова Принс-Эдуард (в Индийском океане) | 672 м  | 46°38′ ю. ш. 37°57′ в. д.       | Голоцен              |